# Июнь 2022 года

Список событий июня 2022 года.

## События
- 1 июня
  - Началась Лига наций УЕФА 2022/2023[1].
  - Сборная Аргентины по футболу выиграла первый в истории Кубок Финалиссима, победив сборную Италии со счётом 3:0[2].
  - Турция отменила требования по прохождению ПЦР-теста или теста на антиген для всех въезжающих в страну[3].
- 2 июня
  - Начался финал НБА 2022: «Бостон Селтикс» обыграли в первом матче «Голден Стэйт Уорриорз»[4].
  - В США произошла стрельба в клинике Святого Франциска (Талса, штат Оклахома), погибли 5 человек[5].
- 3 июня
  - На юге Германии сошёл с рельс пассажирский поезд, погибли 5 человек, ещё 68 человек пострадали[6][7].
  - Королева Елизавета II отмечает 70-летний юбилей правления Великобританией, торжества продлятся в течение 4 дней[8].
- 4 июня — Байрам Бегай одержал победу на президентских выборах в Албании, вступит в должность 24 июля 2022 года[9].
- 5 июня
  - Вторжение России на Украину: в Луганской области погиб генерал-майор ВС РФ Роман Кутузов[10].
  - На севере Индии 25 паломников погибли в ДТП при падении автобуса в ущелье[11].
  - В Нигерии в результате нападения на католическую церковь погибли 85 человек[12].
- 6 июня
  - Бойкот России и Белоруссии: Болгария, Северная Македония и Черногория закрыли своё воздушное пространство для самолёта министра иностранных дел России Сергея Лаврова, который собирался посетить Сербию. Визит в Сербию находящегося под санкциями ЕС Лаврова не состоялся[13][14].
  - Вооружённый конфликт между иностранцами произошёл в Стамбуле, в результате 3 человека получили ранения[15].
  - В Швеции выявили новый штамм коронавируса, его переносчиками являются рыжие полёвки; новый штамм получил название Гримсе по названию места его открытия. Данных о передаче этого штамма человеку пока нет[16].
- 7 июня
  - Государственная дума РФ приняла пакет законов о неисполнении постановлений ЕСПЧ в России[17].
  - Учёные повторно открыли вид раков, который около 30 лет считался вымершим[18].
  - В Германии два человека погибли в результате стрельбы в супермаркете в земле Гессен[19].
  - Президент США Джо Байден продлил режим ЧС в стране из-за угрозы проблем с энергоресурсами[20].
- 8 июня
  - В иранской провинции Южный Хорасан 22 человека погибли и более 80 пострадали в результате столкновения пассажирского поезда и экскаватора[21].
  - В пакистанском городе Килла-Сайфулла в провинции Белуджистан 22 человека погибли в результате падения автобуса в глубокий овраг[22].
  - Алжир приостановил действие договора о дружбе и добрососедстве с Испанией, считая что «позиция правительства Испании способствует ухудшению ситуации в Западной Сахаре и во всем регионе»[23].
  - Виталий Хоценко назначен председателем правительства Донецкой Народной Республики, сменив на этом посту Александра Ананченко[24].
  - Землетрясение магнитудой 5,2 балла произошло в Иркутской области. Эпицентр находился на озере Байкал в 103 км от Иркутска[25].
- 9 июня
  - Вторжение России на Украину: Верховный суд ДНР приговорил к смертной казни двух граждан Великобритании и одного гражданина Марокко, обвинённых в участии в боевых действиях на стороне Украины в качестве наёмников[26].
  - В Республике Корея произошёл пожар в офисном здании города Тэгу, погибли 7 человек и 46 пострадали[27].
- 10 июня
  - Американский Forbes оценил состояние гольфиста Тайгера Вудса в 1 млрд долларов США, основную часть состояния составили доходы от рекламных контрактов. Вудс стал третьим спортсменом в истории, чьё состояние было оценено в 1 млрд долларов, после баскетболистов Майкла Джордана и Леброна Джеймса[28].
  - Палеогенетики сообщили об обнаружении около кургана Телль-Карасса в Сирии на стоянке натуфийской культуры захоронений двух мусульман из Аравии, датирующихся концом VII — началом VIII века[29].
  - Академия звукозаписи США добавила 5 новых номинаций в премию «Грэмми»[30].
  - В Благовещенске открыли трансграничный автомобильный мост между Китаем и Россией[31].
  - Министр по вопросам парламента и законодательства Малайзии Ван Джунаиди Туанку Джафар заявил, что в стране будет отменено обязательное применение смертной казни. Сейчас смертная казнь обязательно применяется за 11 видов преступлений, при этом действует мораторий на приведение подобных приговоров в исполнение[32].
  - Президент Туркменистана Сердар Бердымухамедов, вступивший в должность 19 марта 2022 года, нанёс первый зарубежный визит — в Россию[33].
- 11 июня
  - «Тампа-Бэй Лайтнинг» стала первой с середины 1980-х годов командой, вышедшей в финал Кубка Стэнли трижды подряд[34].
  - Вторжение России на Украину: в Запорожской и Херсонской областях Украины, оккупированных Россией, началась выдача российских паспортов[35][36].
- 12 июня
  - В День России в свыше 70 городах мира прошли антивоенные акции россиян[37][38]. В России были задержаны как минимум 67 человек, 43 из них — в московском метро[39].
  - Состоялся первый тур парламентских выборов во Франции[40].
  - В нью-йоркском «Радио-сити-мьюзик-холл» прошла 75-я церемония вручения премий «Тони»[41].
  - Ракета-носитель Rocket 3.0 американской частной космической компании Astra не сумела вывести на орбиту два метеоспутника NASA Tropics из-за возникших уже во время полёта неисправностей; старт проводился с мыса Канаверал[42].
  - Командование ВМС США сообщило о приостановлении с 13 июня полётов неразвёрнутой военной авиации из-за двух крушения конвертопланов[43].
  - Бойкот России и Белоруссии: в Москве открылись первые 15 ресторанов сети быстрого питания Александра Говора «Вкусно и точка», пришедшей на смену McDonald’s[44].
- 13 июня
  - В иранской провинции Фарс в результате взрыва на химическом заводе пострадали 112 человек[45].
  - Банк Японии сообщил о рекордном падении курса иены к доллару США с 1998 года. С начала 2022 года японская валюта подешевела на 16 %. Падение связывают с мягкой денежно-кредитной политикой Банка Японии[46].
  - В Каталонии при столкновении пассажирского поезда с локомотивом пострадали 29 человек[47].
  - Норвежский футболист Эрлинг Холанн перешёл из дортмундской «Боруссии» в «Манчестер Сити» за 51 млн евро. Пятилетний контракт вступит в силу с 1 июля 2022 года. За 2,5 сезона в «Боруссии» Холанн забил 86 мячей в 89 играх[48].
- 14 июня
  - Сборная Англии по футболу потерпела крупнейшее за 94 года домашнее поражение: в Вулвергемптоне на стадионе «Молинью» команда Венгрии разгромила хозяев в матче Лиги наций со счётом 4:0[49].
  - Определились все участники чемпионата мира по футболу 2022 года. Последней командой, прошедшей отбор, стала сборная Коста-Рики. Турнир пройдёт в Катаре с 21 ноября по 18 декабря[50].
  - Вторжение России на Украину: украинские войска обстреляли город Клинцы в Брянской области России, расположенный в 45 км от границы с Украиной, пострадали 6 человек[51].
  - Городской совет города Котка принял решение о демонтаже и перемещении в музей последней в Финляндии статуи Владимира Ленина[52].
- 15 июня
  - Начался финал Кубка Стэнли 2022: в первом матче клуб «Колорадо Эвеланш» обыграл «Тампу-Бэй Лайтнинг» в овертайме (4:3)[53].
  - Правительство Кирибати ввело в стране чрезвычайное положение в связи с сильной засухой[54].
  - Открылся 25-й Петербургский международный экономический форум[55].
  - Учёные, работающие в рамках 67-й Российской антарктической экспедиции, нашли и начали изучение 18 озёр недалеко от станции «Русская»; площадь новых открытых водоёмов составляет около 8500 кв. м[56].
- 16 июня
  - «Голден Стэйт Уорриорз» стали чемпионами НБА четвёртый раз за последние 8 сезонов, обыграв в финале «Бостон Селтикс»[57].
  - Президент Франции Эмманюэль Макрон, канцлер Германии Олаф Шольц, премьер-министр Италии Марио Драги и президент Румынии Клаус Йоханнис встретились в Киеве с президентом Украины Владимиром Зеленским[58].
  - На Сейшелах в порту города Виктория произошёл взрыв на рыболовецком судне, погибли 2 человека, ещё 8 получили травмы[59].
  - Власти Израиля призвали граждан своей страны покинуть Стамбул из-за угроз со стороны Ирана[60].
- 17 июня
  - В Будапеште начался чемпионат мира по водным видам спорта[61].
  - Первый пуск южнокорейской ракеты-носителя «Нури» (KSLV-II) отложен на неопределённое время из-за неполадок[62].
  - В Мадриде начался турнир претендентов по шахматам[63].
  - Конкурс «Евровидение-2023» пройдёт в Великобритании[64].
  - В американском штате Алабама в результате стрельбы в церкви погиб 1 человек, 2 человека ранены; полиция задержала подозреваемого[65].
  - Вторжение России на Украину: власти Украины объявили о введении визового режима с Россией с 1 июля 2022 года[66].
- 18 июня — бойкот России и Белоруссии: Литовские железные дороги прекратили транзит в Калининградскую область России ряда товаров, попавших под санкции ЕС, включая стройматериалы, цемент и металлы[67].
- 19 июня — кандидат от левой коалиции Густаво Петро победил на президентских выборах в Колумбии[68].
- 20 июня
  - В сирийской провинции Ракка 13 человек погибли в результате нападения на автобус, перевозивший военнослужащих[69].
  - В Индии более 4 миллионов человек пострадали из-за обрушившихся на страну муссонных ливней, 71 человек погиб[70].
  - Вторжение России на Украину: вооружённые силы Украины нанесли ракетный удар по буровым платформам 
Одесского газового месторождения компании «Черноморнефтегаз» недалеко от Одессы[71].
  - В Башкирии началось формирование второго добровольческого батальона для участия в боевых действиях на территории Украины[72].
- 21 июня — Республиканская партия в Техасе выдвинула требование провести в 2023 году референдум по отделению штата от США; как указывают представители партии, это связано с тем, что федеральное правительство нарушило право Техаса на местное самоуправление[73].
- 22 июня
  - 123 из 240 депутатов парламента Болгарии проголосовали за отставку коалиционного правительства Кирила Петкова (для решения необходимо было простое большинство из 121 депутата)[74]. Ожидается, что новое правительство утвердить не удастся, и президент страны распустит парламент[75].
  - В Афганистане более 1500 человек погибли и около 2000 пострадали в результате землетрясения[76].
  - В Южной Корее с космодрома Наро на острове Венародо запущена ракета-носитель «Нури» (KSLV-II), пуск которой ранее откладывался из-за технических неполадок[77].
  - В Великобритании объявлен режим ЧП национального масштаба из-за обнаружения вирусов полиомиелита в лондонской канализации[78].
- 23 июня
  - XIV саммит БРИКС проходит 23 и 24 июня в онлайн-формате[79].
  - Депутаты Европарламента подавляющим большинством проголосовали за резолюцию о скорейшем предоставлении Украине и Молдавии статуса кандидатов на вступление в Европейский союз[80]. Финальное решение о предоставлении или отказе в статусе кандидатов в страны-члены ЕС Украине и Молдавии будут принимать главы государств и правительств союза на саммите в Брюсселе 23-24 июня с учетом рекомендации Еврокомиссии и резолюции Европарламента[81].
  - В возрасте 48 лет умер певец Юрий Шатунов, российский певец, бывший солист группы Ласковый Май
  - В США потерпел крушение вертолёт Bell UH-1В; в результате авиационного происшествия погибли 6 человек, из-за падения вертолёта было перекрыто шоссе, рядом с которым он рухнул[82].
  - Названа дата проведения 73-го конгресса ФИФА, на котором будет избран новый президент этой футбольной федерации; конгресс пройдёт в Руанде 16 марта 2023 года[83].
- 24 июня
  - В Херсоне в результате подрыва автомобиля погиб глава управления российской оккупационной Военно-гражданской администрации Херсонской области по молодёжной политике Дмитрий Савлученко[84].
  - Верховный суд США отменил постановление 1973 года по прецедентному делу «Роу против Уэйда», согласно которому федеральные власти гарантируют право на аборт[85].
  - В Северной Африке на границе Испании и Марокко в районе Мелильи при попытке нелегального прорыва мигрантов погибли 49 человек[86].
- 25 июня
  - В алжирском Оране открылись 19-е Средиземноморские игры, которые будут проходить до 6 июля[87].
  - В Осло открыли стрельбу возле гей-клуба. 2 человека погибли и 21 ранен[88].
  - Авиаудар по городу Сарны, 4 человека погибли, 7 ранены. Разрушено СТО, автомойка около 30 жилых домов получили повреждения.[89]
- 26 июня — хоккейный клуб «Колорадо Эвеланш» впервые с 2001 года стал обладателем Кубка Стэнли, победив в финальной серии «Тампу-Бэй Лайтнинг» (4-2)[90].
- 27 июня
  - Не менее 20 человек погибли в результате российского ракетного удара по торговому центру в Кременчуге[91][92].
  - В Колумбии четыре человека погибли и по меньшей мере 60 пострадали в результате обрушения зрительской трибуны во время корриды; по данным ряда местных изданий, число пострадавших может составить около 500 человек[93].
  - В Свердловской области начался набор контрактников для участия в боевых действиях на территории Украины[94].
  - В результате утечки газа в иорданском порту Акаба погибли 10 человек, пострадали 251[95].
- 28 июня — в Токио была зафиксирована рекордная (+36 °C) для июня температура с 1875 года (+35 °C). Несколько человек госпитализированы из-за теплового удара[96].
- 29 июня
  - В Нидерландах вооружённые преступники напали на художественную выставку TEFAF[97].
  - «Российские космические системы» впервые опубликовали ранее остававшиеся секретными данные об устройстве первой орбитальной станции «Салют-1»[98].
  - Произошёл обмен военнопленными между Россией и Украиной. Было обменяно 144 человека с каждой стороны. С российской стороны обмен был санкционирован прямым приказом президента РФ Владимира Путина[99]. 43 из 144 обменянных украинских военнослужащих — члены подразделения «Азов»[100].
- 30 июня
  - Впервые в мире осуществлено клонирование гибридного ягнёнка, в геноме которого соединены домашняя овца и дикий баран[101].
  - В США протестировали первые контактные линзы с AR-технологией[102].
  - Украина разорвала дипломатические отношения с Сирией после признания той ДНР и ЛНР[103].
  - В Атапуэрке на севере Испании обнаружены древнейшие останки человека, найденные в Европе, — фрагмент челюсти человека, жившего приблизительно между 1,2 и 1,4 млн лет назад[104].
  - В индийском штате Манипур произошел крупный оползень[105].